# Ópazova
Ópazova (ma Ópázova, szerbül:Stara Pazova, Стара Пазова) település Szerbiában, a Vajdaságban, a Szerémségi körzetben, Ópázova községben.

## Demográfiai változások

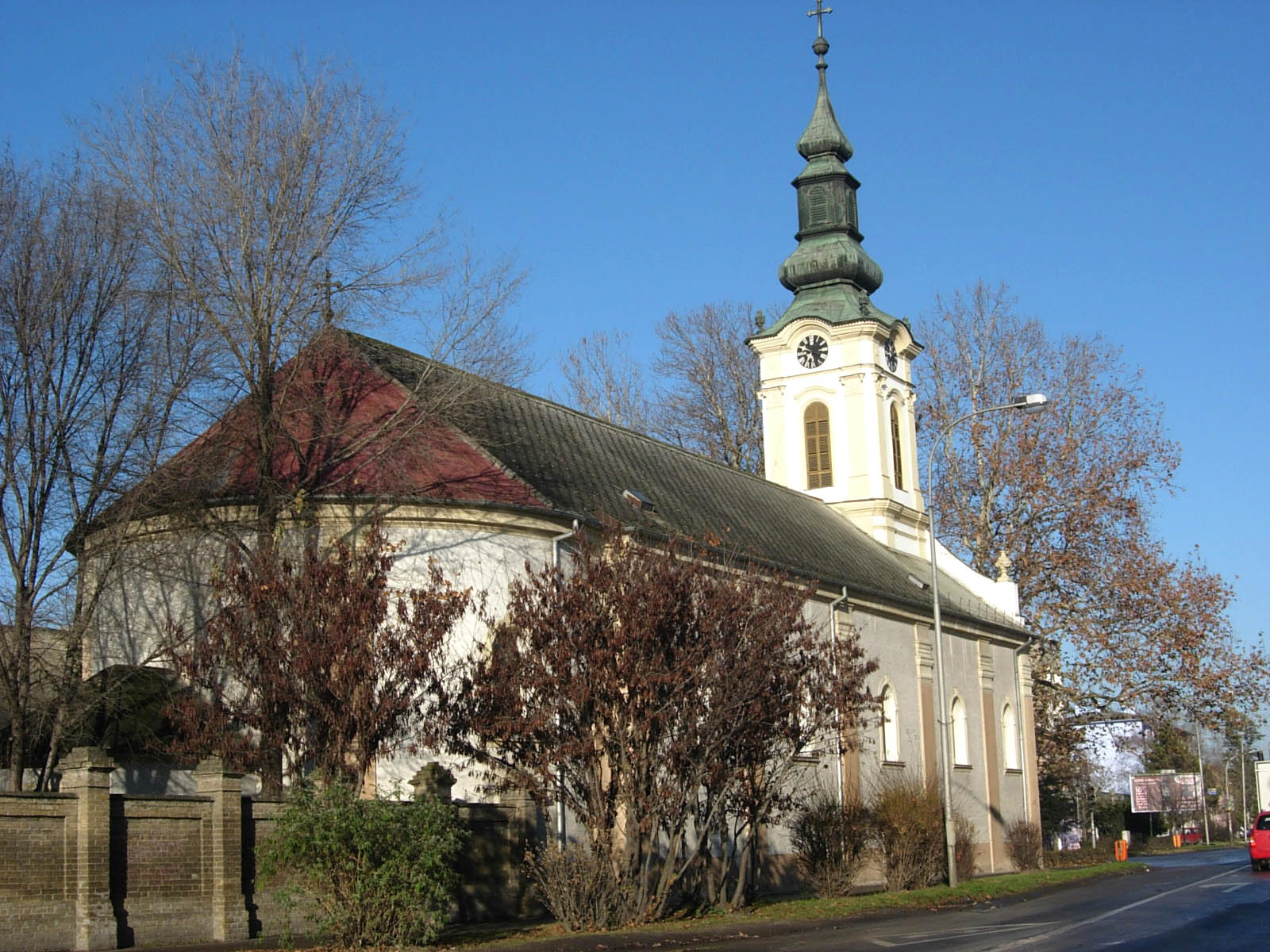
Szlovák Evangélikus templom

| 1948  | 1953   | 1961   | 1971   | 1981   | 1991   | 2002   |
| ----- | ------ | ------ | ------ | ------ | ------ | ------ |
| 9 193 | 10 103 | 12 089 | 13 776 | 16 217 | 17 110 | 18 645 |